# Vele (costellazione)
Le Vele (in latino Vela) sono una costellazione meridionale, una delle tre in cui è stata divisa la Nave Argo. È visibile, peraltro solo per metà, dalle regioni mediterranee medie, mentre è una costellazione caratteristica del cielo australe.
La stella più luminosa delle Vele, γ Velorum, è di fatto un sistema stellare, di cui fa parte la stella di Wolf-Rayet più appariscente della volta celeste, nonché la più vicina; gran parte delle sue emissioni è costituita da radiazione ultravioletta.

## Osservazione

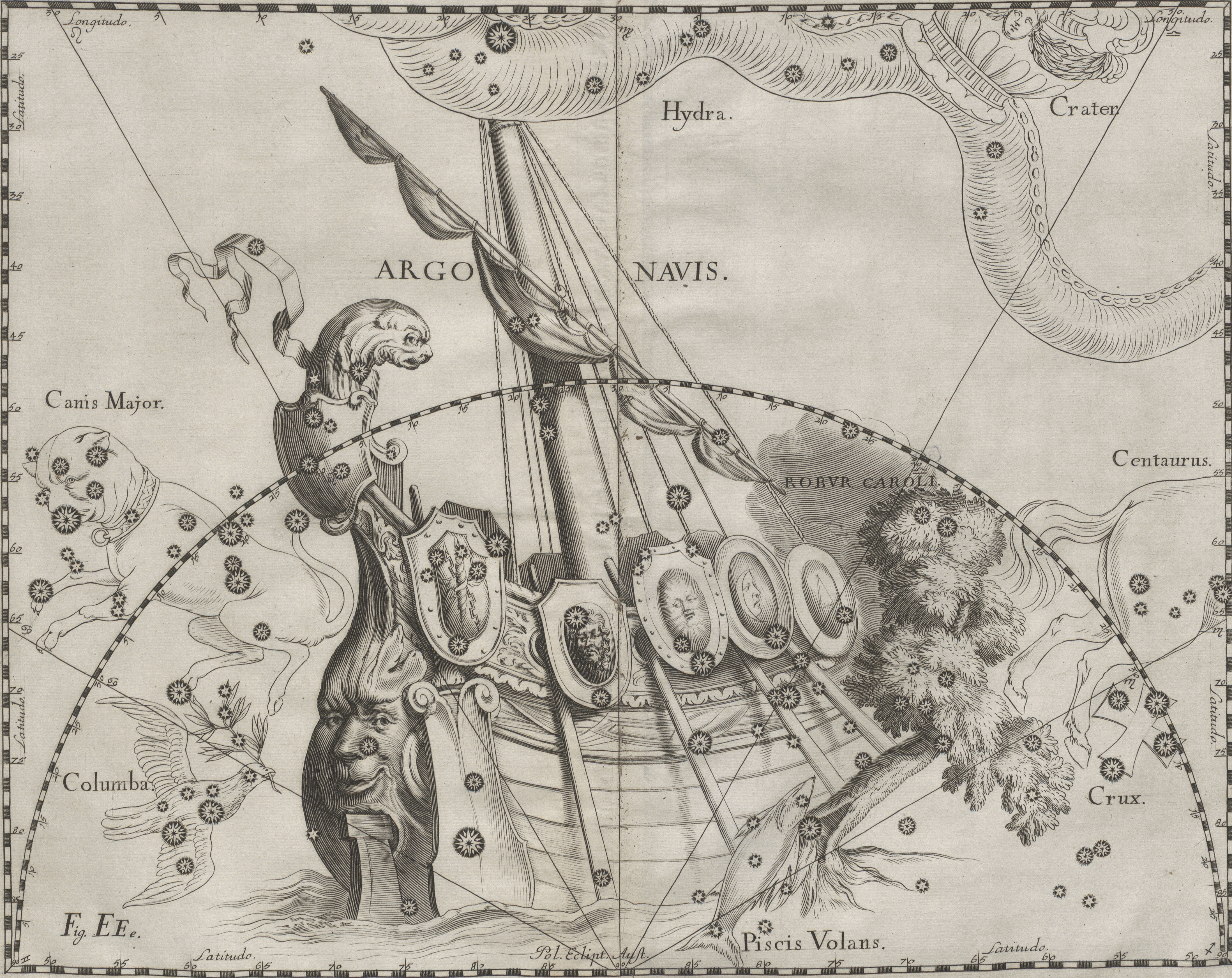
Illustrazione della Nave Argo ad opera di Johann Hevelius.

Quella delle Vele è una costellazione di medie dimensioni; si individua senza difficoltà, a nord di un tratto molto brillante della Via Lattea australe, grazie alla disposizione a triangolo delle stelle γ Velorum, δ Velorum e λ Velorum. La stella più brillante risulta essere γ Velorum, nota anche come Regor, di magnitudine apparente 1,75. Le stelle più meridionali della costellazione, δ e κ Velorum, assieme alle stelle ε e ι della Carena formano un asterismo noto come Falsa Croce, poiché simile e talvolta scambiato con la costellazione della Croce del Sud. Un tratto fortemente oscurato della Via Lattea attraversa per intero la costellazione; lo sfondo si presenta, in particolare sul lato confinante con la Poppa, ricchissimo di stelle di quarta e quinta grandezza, in direzione della grande associazione Cr 173. Un binocolo è un buon strumento per apprezzare questi ricchi campi stellari, che in condizioni ottimali sono pure visibili ad occhio nudo senza difficoltà, rendendo il tratto della Via Lattea delle Vele uno dei più ricchi di stelle di fondo dell'intera volta celeste.
Il periodo migliore per la sua osservazione ricade nei mesi compresi fra gennaio e maggio; si tratta, per gli osservatori dell'emisfero sud, di una delle costellazioni dominanti dei cieli estivi e autunnali, che alle latitudini medie australi si presenta pure in parte circumpolare; dall'emisfero nord la sua visibilità è molto sacrificata e a nord del 50°N è praticamente completamente invisibile. Affinché sia osservabile per intero, occorre trovarsi a latitudini inferiori ai 33°N.

### Stelle principali
- γ Velorum (Regor), come detto, è la più brillante della costellazione, nonché una delle stelle più luminose che si conoscano in termini assoluti; è posta ad ovest, sul confine con l'adiacente costellazione della Poppa, e la lettera γ (gamma) indica che si trattava pure di una delle stelle più brillanti dell'antica costellazione della Nave Argo.
- δ Velorum (Koo She), è una stella bianca di magnitudine apparente +1,93, posta nel bordo meridionale della costellazione.
- λ Velorum (Suhail), è una gigante arancione di magnitudine +2,23, una delle stelle più settentrionali della costellazione; a sud-ovest di questa stella si estende un ricco campo stellare, ben visibile anche ad occhio nudo.
- κ Velorum (nota talvolta come Markab) è una stella azzurra di magnitudine +2,47, posta lungo la linea della Via Lattea, nella parte meridionale della costellazione.
- μ Velorum, (Al Haram) di magnitudine +2,69, è la stella brillante più orientale della costellazione, vicino al confine con il Centauro.

La nomenclatura stellare segue quella assegnata alla costellazione della Nave Argo: le stelle α e β della Nave Argo sono ora le stelle α e β della Carena. Alle Vele sono finite le stelle γ e δ, e poi κ, λ e μ, ο e infine ψ. Seguono diverse lettere latine, (b, c, etc.) anch'esse secondo l'assegnazione data alla costellazione della Nave Argo.

### Stelle doppie
La costellazione ospita numerose stelle doppie, sebbene la maggior parte siano risolvibili solo con strumenti amatoriali di potenza medio-alta.
- Uno dei sistemi più ampi è quello di γ Velorum; è composto da due stelle azzurre di magnitudine 1,78 e 4,27, con una separazione tale da poter essere risolte anche con un piccolo telescopio. La componente primaria è una stella di Wolf-Rayet, una delle più luminose della volta celeste. Altre stelle sono osservabili nelle immediate vicinanze, in particolare una stella di ottava e una di nona grandezza.
- μ Velorum è una stella di colore giallo posta nella parte più orientale della costellazione; con un binocolo è possibile individuare a circa 5 primi d'arco in direzione est una compagna di quinta magnitudine. Un potente telescopio è in grado di mostrare anche una terza componente estremamente vicina alla primaria, in orbita attorno ad essa.
- HD 92449, nota anche come x Velorum, è una stella giallastra che con un binocolo è risolvibile in due componenti, una di quarta e una di sesta magnitudine; la componente meno luminosa ha un colore azzurro che contrasta con quello della primaria.
- HD 71510 è risolvibile anch'essa al binocolo in due componenti, in questo caso entrambe azzurre e di pari magnitudine.

| Principali stelle doppie |                                          |                                          |             |             |                                 |           |
| Nome                     | Coordinate equatoriali all'epoca J2000.0 | Coordinate equatoriali all'epoca J2000.0 | Magnitudine | Magnitudine | Separazione (in secondi d'arco) | Colore    |
| Nome                     | AR                                       | Dec                                      | A           | B           | Separazione (in secondi d'arco) | Colore    |
| γ Velorum                | 08h 09m 32s                              | -47° 20′ 12″                             | 1,78        | 4,27        | 41,2                            | azz + azz |
| HD 71510                 | 08h 25m 31s                              | -51° 43′ 39″                             | 5,18        | 5,30        | 42,0                            | azz + azz |
| A Velorum                | 08h 29m 05s                              | -47° 55′ 44″                             | 5,33        | 7,70        | 3,4                             | azz + azz |
| HD 72127                 | 08h 29m 28s                              | -44° 43′ 29″                             | 5,15        | 6,95        | 4,6                             | azz + azz |
| HD 72350                 | 08h 30m 39s                              | -44° 44′ 14″                             | 6,31        | 10,52       | 4,0                             | azz + b   |
| HD 74146                 | 08h 39m 58s                              | -53° 03′ 17″                             | 5,18        | 8,90        | 16,7                            | azz + b   |
| δ Velorum                | 08h 44m 42s                              | -54° 42′ 31″                             | 1,96        | 6,0         | 2,6                             | b + b     |
| HD 79416                 | 09h 12m 31s                              | -43° 36′ 48″                             | 6,04        | 6,7         | 2,8                             | azz + b   |
| HD 82984                 | 09h 33m 45s                              | -49° 00′ 18″                             | 5,54        | 6,34        | 2,1                             | azz + azz |
| HD 85980                 | 09h 54m 18s                              | -45° 17′ 01″                             | 5,82        | 8,2         | 5,3                             | azz + azz |
| J Velorum                | 10h 20m 55s                              | -56° 02′ 36″                             | 4,54        | 8,3         | 7,1                             | azz + azz |
| s Velorum                | 10h 31m 58s                              | -45° 04′ 00″                             | 5,74        | 6,1         | 13,7                            | azz + azz |
| x Velorum                | 10h 39m 19s                              | -55° 36′ 12″                             | 4,42        | 6,6         | 51,8                            | g + azz   |
| μ Velorum AB             | 10h 46m 46s                              | -49° 25′ 13″                             | 2,81        | 5,72        | 2,6                             | g + b     |
| μ Velorum AB-C           | 10h 46m 46s                              | -49° 25′ 13″                             | 2,81        | 5,92        | 280                             | g + b     |

### Stelle variabili
Le stelle variabili della costellazione sono quasi tutte al di sotto della visibilità ad occhio nudo, mentre sono in gran numero osservabili tramite binocoli.
La più brillante è λ Velorum, una delle stelle principali della costellazione; si tratta di una variabile semiregolare che mostra delle oscillazioni estremamente contenute e dunque non percepibili.
Fra le numerose variabili a eclisse la più luminosa è ο Velorum, che sta al centro del brillante ammasso aperto IC 2395, che mostra delle oscillazioni molto contenute nell'arco di quasi tre giorni; fra le altre variabili a eclisse vi è GP Velorum e CV Velorum, entrambe con una magnitudine massima attorno alla magnitudine 6,7.
AH Velorum è una variabile Cefeide che con la sua magnitudine massima pari a 5,5 è la più brillante della costellazione; le altre Cefeidi raggiungono al massimo la settima magnitudine, tranne RZ Velorum, che mostra però delle oscillazioni molto contenute.
| Principali stelle variabili |                                          |                                          |             |             |                  |                                            |
| Nome                        | Coordinate equatoriali all'epoca J2000.0 | Coordinate equatoriali all'epoca J2000.0 | Magnitudine | Magnitudine | Periodo (giorni) | Tipo                                       |
| Nome                        | AR                                       | Dec                                      | Max.        | Min.        | Periodo (giorni) | Tipo                                       |
| S Velorum                   | 09h 33m 13s                              | -45° 12′ 31″                             | 7,74        | 9,5         | 5,9336           | Eclisse                                    |
| T Velorum                   | 08h 37m 41s                              | -47° 21′ 43″                             | 7,68        | 9,34        | 4,6394           | Cefeide                                    |
| V Velorum                   | 09h 22m 16s                              | -55° 57′ 37″                             | 7,19        | 7,95        | 4,3710           | Cefeide                                    |
| Z Velorum                   | 09h 52m 55s                              | -54° 10′ 48″                             | 7,8         | 14,8        | 411,4            | Mireide                                    |
| RZ Velorum                  | 08h 37m 01s                              | -44° 06′ 53″                             | 6,42        | 7,64        | 20,3982          | Cefeide                                    |
| SV Velorum                  | 10h 44m 56s                              | -56° 17′ 22″                             | 7,91        | 9,12        | 14,0971          | Cefeide                                    |
| SW Velorum                  | 08h 43m 39s                              | -47° 24′ 11″                             | 7,44        | 8,96        | 23,441           | Cefeide                                    |
| AH Velorum                  | 08h 12m 00s                              | -46° 38′ 40″                             | 5,50        | 5,89        | 4,2272           | Cefeide                                    |
| AI Velorum                  | 08h 14m 05s                              | -44° 34′ 33″                             | 6,15        | 6,76        | 0,1116           | Pulsante (δ Sct)                           |
| CV Velorum                  | 09h 00m 38s                              | -51° 33′ 20″                             | 6,69        | 7,19        | 6,8895           | Eclisse                                    |
| FY Velorum                  | 08h 32m 23s                              | -49° 36′ 05″                             | 6,84        | 7,06        | 33,72            | Eclisse                                    |
| GK Velorum                  | 09h 25m 08s                              | -43° 58′ 36″                             | 6,26        | 6,39        | 120:             | Semiregolare                               |
| GO Velorum                  | 08h 37m 40s                              | -40° 26′ 08″                             | 6,61        | 6,98        | 75:              | Semiregolare                               |
| GP Velorum                  | 09h 02m 07s                              | -40° 33′ 17″                             | 6,76        | 6,99        | 8,9647           | Eclisse                                    |
| GY Velorum                  | 10h 16m 40s                              | -51° 12′ 17″                             | 6,23        | 6,50        | -                | Irregolare                                 |
| HQ Velorum                  | 10h 45m 44s                              | -53° 37′ 43″                             | 7,30        | 7,56        | -                | Irregolare                                 |
| IU Velorum                  | 09h 00m 22s                              | -43° 10′ 26″                             | 5,97        | 6,08        | -                | Irregolare (Stella Be - Gamma Cassiopeiae) |
| λ Velorum                   | 09h 08m 00s                              | -43° 25′ 57″                             | 2,14        | 2,30        | -                | Semiregolare                               |
| ο Velorum                   | 08h 40m 18s                              | -52° 55′ 19″                             | 3,55        | 3,67        | 2,779            | Beta Cephei                                |

## Oggetti del profondo cielo

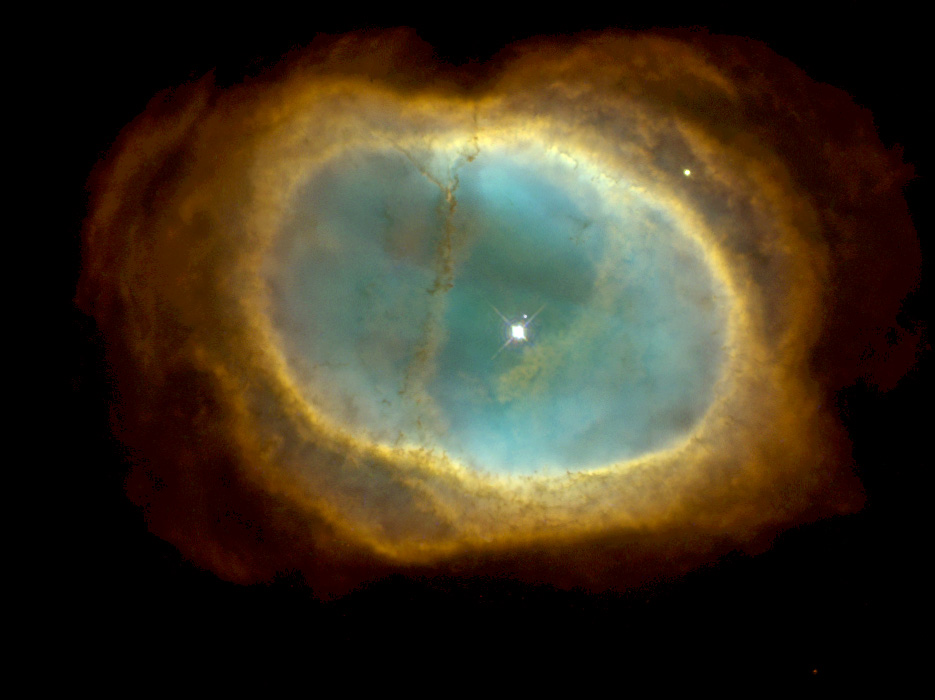
NGC 3132, una delle nebulose planetarie più note e brillanti del cielo.

La costellazione delle Vele è attraversata dalla Via Lattea meridionale; sebbene in questo tratto questa sia fortemente oscurata, la costellazione abbonda di oggetti quali ammassi aperti e nebulose diffuse.
Fra i primi, davvero notevole è IC 2391, posto due gradi a nord di δ Velorum, che ha al suo centro la stella di quarta magnitudine ο Velorum. È parte di una vastissima associazione stellare che comprende, fra le altre, le brillanti stelle Procione e Denebola. Un altro ammasso aperto visibile ad occhio nudo è NGC 2547, ben risolvibile in stelle anche con piccoli strumenti. Un gruppo di stelle interessante è quello visibile in direzione di γ Velorum e catalogato con la sigla Cr 173; si tratta di una giovane associazione OB, ossia un gruppo di stelle giovani e massicce formatesi in tempi astronomicamente recenti, denominata anche Vela OB2.
Cinque gradi a nord-ovest di μ Velorum si trova l'ammasso globulare NGC 3201, poco concentrato ma molto appariscente, di magnitudine 6,8; è stato oggetto di un recente studio sulle stelle variabili di tipo RR Lyrae.
Tra le nebulose planetarie, spicca NGC 3132, soprannominata Nebulosa anello del sud in contrapposizione con la ben nota Nebulosa Anello della Lira; si trova nella parte settentrionale della costellazione, ed è una delle nebulose planetarie più luminose della volta celeste, essendo visibile anche con piccoli strumenti.
Di grande interesse è anche il resto di supernova noto come Nebulosa delle Vele; si tratta di una nebulosa originata da un'esplosione di supernova, che ha probabilmente avuto luogo circa 12.000 anni fa ed è stata sicuramente ben visibile dalla Terra (si stima che avesse potuto raggiungere la magnitudine -9, ossia sarebbe stata visibile nel cielo in pieno giorno). Questo resto contiene una pulsar, che è stata la seconda ad essere identificata anche otticamente, dopo quella nella Nebulosa del Granchio. Un complesso ben maggiore è quello noto come Nebulosa di Gum, in onore del suo scopritore; si tratta di un vastissimo sistema di deboli filamenti, che ricoprono gran parte della costellazione delle Vele, sconfina a sud in Carena e si addentra nella parte meridionale della Poppa; si tratta probabilmente di un antico resto di supernova. Fra le regioni di formazione stellare delle Vele spicca il Vela Molecular Ridge, un grande complesso nebuloso che comprende alcuni oggetti di facile osservazione, come Gum 20 e soprattutto la nebulosa a riflessione NGC 2626.
| Principali oggetti non stellari |                                          |                                          |                     |             |                                        |                            |
| Nome                            | Coordinate equatoriali all'epoca J2000.0 | Coordinate equatoriali all'epoca J2000.0 | Tipo                | Magnitudine | Dimensioni apparenti (in primi d'arco) | Nome proprio               |
| Nome                            | AR                                       | Dec                                      | Tipo                | Magnitudine | Dimensioni apparenti (in primi d'arco) | Nome proprio               |
| Cr 173                          | 08h 04m :                                | -46° :                                   | Ammasso aperto      | 0,6:        | 370                                    | Vela OB2                   |
| NGC 2547                        | 08h 10m 11s                              | -49° 13′ 32″                             | Ammasso aperto      | 4,7         | 20                                     |                            |
| Gum 12                          | 08h 30m :                                | -45° :                                   | Resto di supernova  | -           | 1200:                                  | Nebulosa di Gum            |
| NGC 2626                        | 08h 35m 31s                              | -40° 40′ 20″                             | Nebulosa diffusa    | -           | 5 x 5                                  |                            |
| Gum 16                          | 08h 35m :                                | -45° 10′ :                               | Resto di supernova  | 12:         | 480                                    | Nebulosa delle Vele        |
| IC 2391                         | 08h 40m :                                | -53° 04′ :                               | Ammasso aperto      | 2,6         | 50                                     | Ammasso di Omicron Velorum |
| IC 2395                         | 08h 42m 37s                              | -48° 06′ 50″                             | Ammasso aperto      | 4,6         | 7                                      |                            |
| NGC 2669                        | 08h 46m 22s                              | -52° 56′ 51″                             | Ammasso aperto      | 6,1         | 12                                     |                            |
| NGC 2910                        | 09h 30m 29s                              | -52° 54′ 50″                             | Ammasso aperto      | 7,2         | 5                                      |                            |
| NGC 3132                        | 10h 07m 02s                              | -40° 26′ 12″                             | Nebulosa planetaria | 9,8         | 1,2 x 0,9                              | Nebulosa Anello del Sud    |
| NGC 3201                        | 10h 17m 37s                              | -46° 24′ 40″                             | Ammasso globulare   | 6,9         | 18                                     |                            |
| NGC 3228                        | 10h 21m 22s                              | -51° 43′ 57″                             | Ammasso aperto      | 6,0         | 5                                      |                            |
| NGC 3330                        | 10h 38m 48s                              | -54° 06′ 56″                             | Ammasso aperto      | 7,4         | 6                                      |                            |

## Sistemi planetari
Fra le stelle con un sistema planetario ve n'è una con due pianeti confermati, la nana gialla HD 73526; il più interno si trova a 0,66 UA dalla sua stella madre e possiede una massa di almeno due masse gioviane, mentre il più esterno ha dimensioni forse poco maggiori e si trova a una distanza media di 1 UA dalla sua stella. Gliese 370, una nana arancione conosciuta anche come HD 85512, ha un pianeta all'interno della zona abitabile, a una distanza dalla propria stella di 0,26 UA.
| Sistemi planetari |                                          |                                          |             |                |                              |
| Nome del sistema  | Coordinate equatoriali all'epoca J2000.0 | Coordinate equatoriali all'epoca J2000.0 | Magnitudine | Tipo di stella | Numero di pianeti confermati |
| Nome del sistema  | AR                                       | Dec                                      | Magnitudine | Tipo di stella | Numero di pianeti confermati |
| HD 73526          | 08h 37m 17s                              | -41° 19′ 09″                             | 9,00        | Nana gialla    | 2 (b - c)                    |
| HD 75289          | 08h 47m 41s                              | -41° 44′ 11″                             | 6,35        | Nana gialla    | 1 (b)                        |
| HD 83443          | 09h 37m 12s                              | -43° 16′ 20″                             | 8,24        | Nana arancione | 2 (b, c)                     |
| Gliese 367        | 09h 44m 30s                              | -45° 46′ 35″                             | 9,8         | Nana rossa     | 1 (b)                        |
| HD 85390          | 09h 50m 03s                              | -49° 47′ 25″                             | 8,55        | Nana arancione | 1 (b)                        |
| Gliese 370        | 09h 51m 07s                              | -43° 30′ 10″                             | 8,55        | Nana arancione | 1 (b)                        |
| WASP-19           | 09h 53m 40s                              | -45° 39′ 33″                             | 12,3        | Nana arancione | 1 (b)                        |
| TOI-1231          | 10h 26m 60s                              | -52° 28′ 09″                             | 12,3        | Nana rossa     | 1 (b)                        |

## Storia
Una volta esisteva la costellazione della Nave Argo, creata in epoca antica per commemorare la mitica impresa di Giasone e degli Argonauti alla ricerca del Vello d'oro. La costellazione sopravvisse nei secoli fino in età moderna, quando Nicolas Louis de Lacaille la suddivise in tre parti principali: Poppa, Vele e Carena; l'albero maestro della nave diventò la minuscola costellazione della Bussola, posta a nord delle Vele. L'Unione Astronomica Internazionale, nel 1930, accettò la divisione proposta dal Lacaille, assegnando a questi asterismi gli attuali confini. Se la Nave Argo fosse ancora intera, oggi coprirebbe ben 1800 gradi quadrati di volta celeste, e sarebbe così la costellazione più grande del cielo.